# Aulus-les-Bains
Aulus-les-Bains ist eine französische Gemeinde im Département Ariège in der Region Okzitanien. Sie gehört zum Kanton Couserans Est und zum Arrondissement Saint-Girons. 

## Geographie
Aulus-les-Bains grenzt im Süden an Spanien (Tabescan), im Westen an Ustou, im Nordwesten an Ercé, im Nordosten an Le Port und im Osten an Auzat. 

## Geschichte
Den drei Thermalquellen von Aulus-les-Bains namens Darmagnac, Les Trois Césars und Bacque wird eine heilende Wirkung zugeschrieben. Ersten größeren Zulauf erhielten sie, nachdem ein an Syphilis erkrankter ehemaliger Soldat von Napoleon Bonaparte darüber berichtet hatte. Es wurden ärztliche Trink- und Badekuren angeboten. Die Thermalbäder nahmen jedoch nach dem Ersten Weltkrieg durch einen Brand schweren Schaden.
In der Zwischenkriegszeit gab es noch Spitzenjahre mit über 2000 Kurgästen, doch danach war der Kurbetrieb rückläufig. Das Hôtel du Parc wurde eine Ferienkolonie der Stadt Toulouse. In dieser Zeit entstand mit dem Le Coulédous ein Campingplatz. Als sich Frankreich im Zweiten Weltkrieg unter deutscher Besatzung befand, brachten mehrere Dorfbewohner Juden über die Grenze in das offiziell neutrale Spanien in Sicherheit. Diese Juden hatten als sogenannte assignés à résidence meist ab Ende März 1942 ihren Zwangswohnort in Aulus-les-Bains. Die Bergführerinnen und Bergführer brachten die Menschen bis zum See Lac de Romedo in der Nähe des spanischen Dorfs Tabescan.
Aulus wurde von den Lokalbehörden mit Lacaune (Tarn) und Tournon (Tarn-et-Garonne), die diese Bedingungen ebenfalls erfüllten, wegen seiner unzugänglichen Lage bei gleichzeitiger Hotelkapazität für diese Art von Gefangenschaft ausgewählt, wobei die Betroffenen für ihre Zimmer bezahlten. Von 834 Juden mit Anweisung, nach Aulus-les-Bains zu gehen, sind 686 dort eingetroffen, darunter befanden sich etwa 100 Kinder.
Das Vichy-Regime ließ am 26. August 1942, beginnend um 4 Uhr in der Früh, die Polizei von Ercé aufmarschieren und 120 auf einer Liste stehende Personen deportieren. Deutsche Soldaten nahmen bei einem ihrer Fluchtversuche zwei Personen aus den niederländischen Familien Meljado und Zomerplaag gefangen. Am 11. Januar 1943 wurden die verbleibenden 266 Juden verschleppt, nachdem sich das Gebiet seit November 1942 unter direkter deutscher Besatzung befand. Bei der Familie Flingou-Trompette in Aulus-les-Bains verstecken konnte sich Selma Heim und ihre Tochter Margot. Guillaume Amiel schmuggelte die beiden im Gepäck auf dem Dach seines Autobusses über die Grenze.
1965 brannte die Mairie, das Rathaus von Aulus-les-Bains, aus, dabei verbrannte das Gemeindearchiv. Mehrere Personen der Gemeinde wurden auf Antrag von Überlebenden mit dem Titel Gerechte unter den Völkern geehrt. Der Bürgermeister Michel Veyssière hat 2013 im ehemaligen Schulhaus eine permanente Ausstellung über die Zeit des Zweiten Weltkriegs eingerichtet. Die Schule wurde nicht mehr gebraucht, denn im entvölkerten Bergdorf gab es keine Kinder mehr. Heute gibt es in Aulus-les-Bains wieder ein Thermalbad mit jährlich etwa 600 Besuchern.

## Bevölkerungsentwicklung
| Jahr      | 1962 | 1968 | 1975 | 1982 | 1990 | 1999 | 2008 | 2016 |
| --------- | ---- | ---- | ---- | ---- | ---- | ---- | ---- | ---- |
| Einwohner | 292  | 227  | 182  | 208  | 210  | 189  | 207  | 155  |